# Igreja da Unificação
A Associação das Famílias para a Unificação e Paz Mundial ou popularmente conhecido como Igreja da Unificação é um novo movimento religioso, criado pelo coreano falecido Sun Myung Moon, conhecido como Reverendo Moon, fundado em Seul, na Coreia do Sul.
Outros nomes incluem Igreja para a unificação do cristianismo mundial, Associação do Espírito Santo para a Unificação do Cristianismo Mundial e Igreja da Unificação (coreano : 통일 교회, Tongil Gyohoe)
A teologia da Igreja da Unificação é baseada no livro Princípio Divino. A Igreja da Unificação crê que Deus, através de Jesus, escolheu o jovem Sun Myung Moon, na Páscoa de 1935, na Coreia, para representá-lo nesta terra a fim de resolver as questões fundamentais da vida humana e do universo.

## Origem e crenças

### Origem
Sun Myung Moon fundou a igreja em Seul em 1 de maio de 1954. Ela se expandiu rapidamente na Coreia do Sul e no final de 1955 tinha 30 centros em todo o país e se expandiu em todo o mundo com a maioria dos membros vivendo na Coreia do Sul, Japão, Filipinas e outras nações do leste da Ásia.
Moon mudou-se para os Estados Unidos em 1971, embora permanecesse cidadão da República da Coreia.
Em 1982, Moon foi condenado nos Estados Unidos por incongruências nas declarações de imposto de renda federal. Ele cumpriu 13 meses da sentença na Instituição Correcional Federal, em Danbury.
Em 1991, o vencedor do Prêmio Pulitzer Carlton Sherwood mencionou em seu livro ''Inquisition: The Persecution and Prosecution of the Reverend Sun Myung Moon'' que Moon foi contestado pela mídia, principais denominações cristãs e membros do governo dos EUA, como o Deputado Donald Fraser e o Senador Bob Dole. Sherwood acredita que tal oposição foi injusta e que a acusação federal de evasão fiscal contra Moon foi injusta. O tribunal recusou-se a fornecer um intérprete para o co-réu de Moon, o pedido de Moon por um julgamento sem júri foi negado, a sentença foi incomumente longa para um caso de evasão fiscal, e Moon poderia ter evitado um julgamento se tivesse decidido ficar fora dos EUA.

## Associação do Espírito Santo para a Unificação do Cristianismo Mundial (AES-UCM) (1954-1994)
Moon fundou a Associação do Espírito Santo para a Unificação do Cristianismo Mundial em Seul em 1º de maio de 1954. Ela se expandiu rapidamente na Coréia do Sul e até o final de 1955, tinha 30 centros em todo o país.[3] A HSA-UWC expandiu-se por todo o mundo, com a maioria dos membros vivendo na Coreia do Sul, Japão, Filipinas e outras nações do Leste Asiático.

### Federação da Família para a Paz Mundial e Unificação (FFPMU) (1994-)
Em 1 de maio de 1994 (o 40º aniversário da fundação da AES-UCM), Moon declarou que a era da AES-UCM havia terminado e inaugurou uma nova organização: a Federação das Famílias para a Paz Mundial e Unificação (FFPMU) incluiria a AES -Membros da UCM e membros de outras organizações religiosas que trabalham em prol de objetivos comuns, especialmente em questões de moralidade sexual e reconciliação entre pessoas de diferentes religiões, nações e raças. A FFPMU co-patrocinou cerimônias de bênção nas quais milhares de casais de outras igrejas e religiões receberam a bênção do casamento anteriormente concedida apenas aos membros da AES-UCM.
Em 2020, o ex Secretário Geral das Nações Unidas Ban Ki-moon recebeu o Prêmio da Paz Sunhak e um prêmio de um milhão de dólares.
Em 2021, Donald Trump e Shinzo Abe fizeram discursos no evento "Rally of Hope" organizado por uma afiliada da Igreja da Unificação. A Igreja da Unificação tem laços com Nobusuke Kishi, o avô de Abe e ex-primeiro-ministro e Shintaro Abe, o pai de Abe e ex-ministro das Relações Exteriores do Japão.
Em 2022, Abe foi assassinado; o acusado afirmou que seus motivos não eram de natureza política e que a igreja "arruinou sua vida". Mais tarde, foi revelado que a mãe do atirador doou 100 milhões de ienes (US$ 720.000) para a igreja, levando à falência de sua família em 2002. Com problemas financeiros, o atirador não conseguiu entrar na universidade apesar de se formar em uma escola de prestígio além de mais tarde, seu irmão e pai terem se suicidado. Em 11 de julho de 2022, a Igreja da Unificação emitiu um comunicado à imprensa afirmando que os valores das doações são determinados por membros individuais. A igreja historicamente tem laços estreitos com o Partido Democrático de direita japonês, o qual o avô de Abe Nobusuke Kishi formou.
Apesar das alegações do assassino de que a doação à Igreja da Unificação empobreceu sua família, metade da doação foi devolvida à família em 2009. A mãe do assassino ainda é membro da igreja. Estas são alegações muito antigas de duas décadas atrás.

## Crenças
A igreja diz buscar uma cultura de paz apoiando a cooperação inter-religiosa e internacional com respeito aos temas universais da família, do amor e do viver para o benefício dos outros. A palavra Unificação se refere ao ideal de unidade entre mente e corpo, entre esposo e esposa e entre céu e terra.
O Movimento da Unificação foi fortemente perseguido por sua forte atuação no anticomunismo durante a guerra fria e o apoio à reunificação coreana. O seu fundador, Reverendo Moon, foi preso e torturado pelo regime comunista norte-coreano, tendo fugido graças a intervenção da ONU na Guerra da Coreia.

## No Brasil
O Reverendo Moon comprou terras do Mato Grosso do Sul em um total que chega a 85 mil hectares (além de outros 200 mil hectares da mesma terra no lado paraguaio). Em 2002 a Assembleia Legislativa Sul-Matogrossense instaurou uma CPI para investigar o caso, mas não encontrou nenhum crime e arquivou o caso.
Nos anos 1990 o Reverendo Moon deu início ao ambicioso projeto de transformar a cidade de Jardim (Mato Grosso do Sul) em uma cidade modelo para o mundo, com milhares imigrantes coreanos, japoneses e de dezenas de outras nacionalidades.
O Clube Esportivo Nova Esperança, conhecido por CENE, fundado na cidade de Jardim (Mato Grosso do Sul), é um time de futebol brasileiro pertencente à Igreja da Unificação, juntamente com o Clube Atlético Sorocaba. Os investimentos do Reverendo Moon no Brasil superam o montante de 35,5 milhões de dólares americanos.
O capítulo brasileiro da UPF (Universal Peace Federation) foi inaugurado no dia 12 de dezembro de 2005 quando Sun Myung Moon fez um discurso de inauguração no Grande Auditório do Centro de Convenções do Anhembi em São Paulo.
Em 28 de julho de 2007 foi estabelecido o primeiro Conselho Regional de Paz da Região de São Paulo com a participação de 21 Embaixadores da Paz: Dr. Reinaldo Correa, Delegado Regional de Polícia, foi eleito Presidente; Sr. Arlindo Negrão, Delegado de Polícia, Vice-Presidente; Sra. Eliza Ferreira, Relações Públicas da UPF, Primeira Secretária; Dr. Natanael Nascimento, Juiz, 2º Secretário; Rev. Christian Lepelletier, Secretário Geral da UPF, 1° Tesoureiro; Coronel Bizarria, da Polícia Militar, 2° Tesoureiro; Dr. Hélio Serra, Médico, 1º Conselheiro; e Sra. Elita Correa, Advogada, 2ª Conselheira.

### Operação da Polícia Federal e Receita Federal
Em inquérito aberto pela Polícia Federal do Brasil em dezembro de 2001, a igreja era investigada por suspeitas de lavagem de dinheiro, uso de documentos falsos, estelionato e irregularidades trabalhistas, a acusada era a Associação das Famílias para Unificação e Paz Mundial, nome da organização no país. Em maio de 2002 a Polícia Federal e a Receita Federal realizaram operação de busca e apreensão em 13 escritórios e casas de funcionários do reverendo Moon localizados em São Paulo e em cinco cidades do Mato Grosso do Sul, depois de uma profunda investigação a Polícia Federal não encontrou irregularidades e arquivou o caso.
O Reverendo Shanker, Vice-Presidente da Federação da Família para a Paz Mundial e Unificação, EUA, afirmou que essa foi uma ação politicamente motivada e não há evidências para apoiar as alegações. Ele acredita que a igreja foi exposta a uma perseguição injustificada e que houve interferência do governo nos assuntos de uma organização religiosa.

## Dissidência
O filho mais novo do falecido Reverendo Moon, Sean Moon e um pequeno grupo da ala mais radical do movimento, fundou uma nova Igreja dissidente Igreja do Santuário, na qual Sean Moon é o líder, que ficou conhecida em 2018 por realizar uma cerimônia de bênção de casais que deveriam estar armados com rifles, o principal embasamento dessa ramificação é o uso de armas de fogo.
A Igreja do Santuário é totalmente independente e nada mais tem relação com a Igreja da Unificação, que segue as orientações da esposa do fundador Dra. Hak Ja Han Moon.